# San Bartolomé Sagarra
San Bartolomé Sagarra es el nombre de una variedad cultivar de manzano (Malus domestica) Está cultivada en la colección del Banco de Germoplasma del manzano de la Universidad Pública de Navarra con el N.º BGM008, ejemplares procedentes de esquejes localizados en Lecároz localidad de  Baztán, Navarra.

## Sinónimos
- "Manzana San Bartolomé",[7][8][9][10]

## Características
El manzano de la variedad 'San Bartolomé Sagarra' tiene un vigor alto. El árbol tiene tamaño medio y porte semi-erecto, con tendencia a ramificar alta, con hábitos de fructificación en ramos cortos y largos; ramos con pubescencia débil; presencia de lenticelas escasa; grosor de los ramos medio; longitud de los entrenudos media.
Las flores son de un tamaño medio; con la disposición de los pétalos libres; color de la flor cerrada rosa oscuro, y el color de la flor abierta 
blanco; longitud de estilo / estambres más lagos; punto de soldadura del estilo cerca de la base; Época de floración precoz, con una duración de la floración media. Incompatibilidad de alelos S9 S? S?.
Las hojas tienen una longitud del limbo de tamaño medio, con color verde, pubescencia presente, con la superficie poco brillante. Forma del limbo es ovalado, forma del ápice apicular, forma de los dientes serrados, y la forma de la base del limbo redondeado. Plegamiento del limbo plegado, con porte caído; estípulas foliáceas; longitud del pecíolo medio.
La variedad de manzana 'San Bartolomé Sagarra' tiene un fruto de tamaño medio, de forma globosa aplastada; con color de fondo verde amarillo, con sobre color de importancia bicolor, color del sobrecolor rojo, reparto del sobre color en estrías, y una sensibilidad al "russeting" (pardeamiento áspero superficial que presentan algunas variedades) débil; con una elevación del pedúnculo a nivel, grosor de pedúnculo fino, longitud del pedúnculo medio, anchura de la cavidad peduncular es media, profundidad cavidad pedúncular media, importancia del "russeting" en cavidad peduncular fuerte; profundidad de la cavidad calicina es media, anchura de la cavidad calicina es media, importancia del "russeting" en cavidad calicina débil; apertura de los lóbulos carpelares están abiertos; apertura del ojo cerrado; color de la carne crema; acidez débil, azúcar medio, y firmeza de la carne media.
Época de maduración y recolección media. Se usa como manzana de elaboración de sidra.

## Susceptibilidades
- Oidio: ataque fuerte
- Moteado: ataque débil
- Fuego bacteriano: ataque medio
- Carpocapsa: ataque fuerte
- Pulgón verde: ataque medio
- Araña roja: ataque débil[4][13]